# Waukau (Wisconsin)
Waukau es un lugar designado por el censo ubicado en el condado de Winnebago en el estado estadounidense de Wisconsin. En el Censo de 2010 tenía una población de 255 habitantes y una densidad poblacional de 70,98 personas por km².

## Geografía
Waukau se encuentra ubicado en las coordenadas 43°59′5″N 88°46′20″O / 43.98472, -88.77222. Según la Oficina del Censo de los Estados Unidos, Waukau tiene una superficie total de 3.59 km², de la cual 3.56 km² corresponden a tierra firme y (0.79%) 0.03 km² es agua.

## Demografía
Según el censo de 2010, había 255 personas residiendo en Waukau. La densidad de población era de 70,98 hab./km². De los 255 habitantes, Waukau estaba compuesto por el 98.43% blancos, el 1.18% eran afroamericanos, el 0% eran amerindios, el 0% eran asiáticos, el 0% eran isleños del Pacífico, el 0% eran de otras razas y el 0.39% pertenecían a dos o más razas. Del total de la población el 0.39% eran hispanos o latinos de cualquier raza.